# کنفرانس بین‌المللی کودکان آفریقایی
کنفرانس بین‌المللی کودکان آفریقایی یا کنفرانس کودک آفریقایی (انگلیسی: International Conference on African Children) یک کنفرانس بین‌المللی در ژنو در ژوئن ۱۹۳۱ برگزار شد.
سازماندهی شده توسط اتحادیه بین‌المللی نجات کودکان، اعلامیه حقوق کودک که توسط اتحادیه در سال ۱۹۲۳ طراحی شده بود توسط اتحادیه ملل در سال ۱۹۲۴ تصویب شد.
این اعلامیه بر شرایط کودکان در آفریقا به ویژه در مناطق مرگ و میر نوزادان و کار کودکان و آموزش و پرورش متمرکز بود.

## شرکت کنندگان
این کنفرانس در تابستان ۱۹۳۱ بین ۲۲ تا ۲۵ ژوئن در ژنو برگزار شد این نقطه عطفی در نگرش غرب به دوران کودکی در آفریقا است این کنفرانس تصاویری از دوران کودکی در آفریقا را بازسازی کرد.
تنها پنج آفریقایی در میان شرکت‌کنندگان حضور داشتند، گرچه حتی این سطح مشارکت در آن زمان غیرمعمول بود. یکی از این‌ها جومو کنیاتا از انجمن مرکزی کیکویو بود.
دیگر نمایندگان آفریقایی، معلم و نویسنده گلیسس کسلی هایفورد بود، دختر سیاست‌مدار غنا جی ای کسلی هایفورد و آموزگار نیجریه هنری کار. یکی دیگر از سخنرانان سیاه‌پوست، جیمز وفورد، فعال آمریکایی لیگ علیه امپریالیسم بود که سخنرانی کرد.
دبیر کنفرانس نویسنده ایولین شارپ بود که کتابی دربارهٔ آن «کودک آفریقایی» نوشت. یکی دیگر از اعضای کنفرانس یک مسیحی، به نام دورا کریستال بود.